# Ion Ionescu (fotbalist)
Ion "Puiu" Ionescu (n. 5 aprilie 1938, București, România) este un fost fotbalist român. A cunoscut consacrarea la Rapid București, alături de care a câștigat titlul de campion al României în 1967. A câștigat în două rânduri titlul de golgheter al Diviziei A. A jucat în total 233 de meciuri în Divizia A României, Bundesliga germană și Eerste Klasse belgiană. De asemenea, a participat la Jocurile Olimpice din 1964.

## Biografie
Născut pe 5 aprilie 1938 in Bucuresti, Romania. A ramas in inima rapidistilor drept golgheterul din 1962-1963 si 1965-1966, a dat peste 100 de goluri in Divizia A pentru Rapid Bucuresti si Bihorul Oradea. Ion Ionescu a jucat în 24 de meciuri pentru naționala României și a marcat cinci goluri. Debutul său a avut loc pe 23 decembrie 1962 împotriva Marocului. În 1964, a făcut parte din echipa pentru turneul de fotbal al Jocurilor Olimpice de la Tokyo și a jucat în meciurile împotriva Iranului, Mexicului și Ungariei, marcând un gol împotriva Mexicului.

## Caracteristici tehnice
Ion Ionescu a fost unul dintre cei mai mari atacanți ai generației sale însuși, a fost cel mai bun atacant al României la începutul anilor 1960, alături de compatriotul Gheorghe Constantin. A făcut un cuplu incediar care a distrus apararile echipelor din anii '60 alaturi de Emil Dumitriu, mai apoi dupa accidentarea lui Nichi a făcut un cuplu ofensiv cu Alexandru Neagu care a câștigat meciuri importante și a jucat meciuri în Cupa Campionilor. Dreptaci natural, nu foarte înclinat să folosească stângul, obișnuia să plece din poziția de aripa stângă și apoi să converge și să termină pe fileu. Cu un repertoriu variat, era puternic fizic și rapid la sprint, precum și priceput în acrobație și în aer liber. Dotat cu o mare intensitate competitivă, a dat dovadă și de o bună înclinație de a sări adversarul direct în viteză, fiind mai puțin obișnuit să dribleze în spații înguste.

## Cariera

### Jucător

#### Club

##### Inceputul
Ion Ionescu a început să joace fotbal la vârsta de zece ani în orașul natal, București, cu Locomotiva (mai târziu Rapid București). După ce a jucat la sfârșitul anilor 1950 pentru rivalele locale TAROM Bucuresti și Știința Bucuresti unde si-a facut prezenta in divizile inferioare si a intrat in atentia granziilor romaniei si in atentia selectionerului Under-19. 

##### Rapid Bucuresti

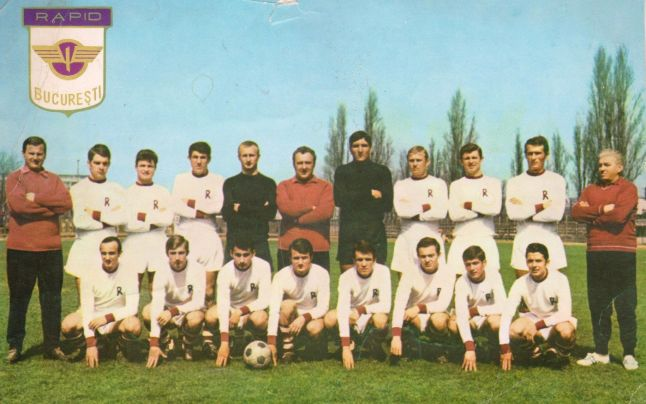
Echipa ceea care a câștigat Campionatul in 1967

A ajuns in giulesti in 1960 după perioada de la Stiinta Bucuresti unde sa transferat la Rapid București. Acesta a rămas in inimile suporterilor drep atacantul care datea peste 16 goluri pe sezon și ca câștigatorul primului campionat. cuplul făcut de el și Nichi Dumitriu a rămas celebru în fotbalul românesc. Acesta este golgheterul all-time al clubului cu 107 goluri în 183 de meciuri și cu un palmares de invidiat, fiind golgheter de doua ori al diviziei naționale. În 1968 după câștigarea titlului s-a transferat la Aachen în Germania cu ajutorul Gheorghe Apostol (n.r. - unul dintre cei mai puternici oameni din România lui Gheorghe Gheorghiu Dej. A devenit după 1964 un opozant al lui Nicolae Ceaușescu) care i-a permis transferul in strainătate pe suma de 100.000 de dolari și un autobuz.
De două ori golgheter în Divizia A și golgheterul Rapidului de aur din 1967

##### Alemannia Aachen
În octombrie 1967 Rapid a jucat un amical cu Alemannia Aachen care juca atunci în Bundesliga în care Ionescu a marcat două goluri, iar în decembrie naționala României a jucat un amical cu Aachen în care Ionescu a marcat trei goluri. Aceste cinci goluri i-au impresionat pe liderii clubului german care doreau să-l transfere pe Ionescu la echipa lor. În perioada comunistă a României, transferurile fotbaliștilor români în afara țării erau rar permise, Ionescu trebuia să convingă Federația Română de Fotbal să permită transferul și a reușit să facă acest lucru după ce a avut o întâlnire cu politicianul comunist Gheorghe Apostol care a discutat cu Leonte Răutu și l-a ajutat pe Ionescu să primească aprobarea pentru transferul său în Germania, devenind astfel primul fotbalist român care a obținut în regimul comunist dreptul de a juca în străinătate. Aachen a plătit 100.000 de dolari și un autobuz pentru transferul său, iar în primul său sezon, 1968-1969, Ionescu a marcat 7 goluri în 24 de meciuri de ligă, ajutând echipa să termine pe locul doi în campionat în spatele FC Bayern München. În sezonul următor, însă, a urmat accidentul și Alemannia a retrogradat din Bundesliga. În cei doi ani în care a jucat pentru Alemannia, a făcut 46 de apariții și a marcat zece goluri.

##### Reintoarcerea în România și Cercle Brugge
După finalul sezonului, Ionescu a revenit în România și a jucat pentru scurt timp la Crișul Oradea, dar din nou nu a putut evita retrogradarea. Ionescu a plecat din nou peste hotare la clasa de tweede belgian la Cercle Brugge. După ce a fost promovat în clasa întâi, nu a fost folosit aproape niciodată acolo și și-a încheiat cariera în 1972. Motivul pentru care n-a prelungit contractul cu Aachen a fost că voia să isi perfecționeze franceza.

#### Nationala
Ion Ionescu a jucat 15 meciuri la nivel internațional pentru România, debutând pe 23 decembrie 1962, când antrenorul Silviu Ploeșteanu l-a trimis pe teren la pauză pentru a-l înlocui pe Cicerone Manolache într-un amical care s-a încheiat cu o înfrângere cu 3-1 împotriva Marocului. Următoarele trei meciuri au fost la preliminariile Cupei Mondiale din 1966. Într-un amical împotriva Greciei care s-a încheiat cu o victorie cu 2–1, Ionescu a marcat primele două goluri pentru echipa națională. Următoarele trei jocuri au fost la preliminariile Euro 1968în care a marcat două goluri într-o victorie cu 7-0 împotriva Ciprului. Ultimul meci al lui Ionescu pentru echipa națională a fost 2–2 împotriva Greciei la preliminariile pentru Cupa Mondială din 1970. Ionescu a jucat, de asemenea, 9 jocuri pentru echipa olimpică a României și a participat la Jocurile Olimpice de vară din 1964 de la Tokyo, unde a marcat un gol într-o victorie cu 3-1 împotriva Mexicului, ajutând echipa să termine pe locul 5. 

### Antrenor

#### Club

##### Gloria Buzau și Rapid Bucuresti
Când a venit din Germania și a adus diploma de antrenor școlit, nimeni de la federație nu l-a băgat în seamă. Atunci a realizat că sunt mulți jucători deveniți antrenori. Și nu toți pot avea succes. După ce a promovat cu Gloria Buzau în Divizia A, s-a pus problema să preia naționala de tineret. Discutase, era ca și antrenorul naționalei de tineret până în ziua în care a fost anunțat că a fost pus altcineva. Era într-o ședință la FRF și vine unul cu un bilet la președinte. Peste câteva secunde, a anunțat numele antrenorului. A mai încercat la Rapid, dar nu a profesat meseria de antrenoriat si a desis sa se retraga. A continuat să susțină clubul din Giulești dar doar din tribuna și pe banca de antrenorat.

## Statistici

### Apariții și goluri la club
| Anul        | Echipa               | Pozitia | Meciuri jucate | Goluri |
| ----------- | -------------------- | ------- | -------------- | ------ |
| 1948 - 1956 | Locomotiva București | youth   | -              | 0      |
| 1957 - 1957 | TAROM București      | -       | -              | 0      |
| 1959 - 1959 | Știința București    | -       | -              | 0      |
| 1960 - 1961 | Rapid București      | 3A      | 18             | 6      |
| 1961 - 1962 | Rapid București      | 5A      | 19             | 7      |
| 1962 - 1963 | Rapid București      | 8A      | 25             | 20     |
| 1963 - 1964 | Rapid București      | 2A      | 26             | 15     |
| 1964 - 1965 | Rapid București      | 2A      | 26             | 12     |
| 1965 - 1966 | Rapid București      | 2A      | 24             | 24     |
| 1966 - 1967 | Rapid București      | 1A      | 22             | 15     |
| 1967 - 1968 | Rapid București      | 9A      | 23             | 8      |
| 1968 - 1969 | Alemania Aachen      | 2A      | 24             | 7      |
| 1969 - 1970 | Alemania Aachen      | 18A     | 22             | 3      |
| 1969 - 1970 | Crișul Oradea        | 15A     | 1              | 0      |
| 1970 - 1971 | Cercle Brugge        | 1B      | 27             | 8      |
| 1971 - 1972 | Cercle Brugge        | 5A      | 3              | 0      |

### Istoricul prezenței și obiectivele naționale
| 1962 | Morocco                                                                   |
| 1965 | Turkey, Czechoslovakia, Turkey                                            |
| 1966 | Uruguay                                                                   |
| 1967 | Uruguay, Greece (2g), Cyprus (2g), Switzerland, Italy, West Germany,Zaire |
| 1968 | Austria, Holland                                                          |
| 1969 | Greece                                                                    |

## Palmares

### Jucător

#### Club

##### Competiții naționale
- Campionatul Romaniei : 1

Rapid București : 1966–1967
- Bundesliga

Alemannia Aachen : 1968–69 (locul 2)
- Divizia Secundă Belgiană

Cercle Brugge : 1970–1971

##### Competiții internaționale
- Cupa Balcanilor : 2

Rapid București : 1963–1964, 1964–1966
- Cupa Europeană a echipelor feroviare: 1

Rapid București : 1968

### Individual
- Total meciuri jucate în Divizia A : 184 meciuri – 107 goluri
- Cel mai bun marcator al Diviziei A : 1962-1963, 1965-1966

## Referinte
1. ↑  Ion Gheorghe Ionescu, Transfermarkt, accesat în 9 octombrie 2017
2. ↑  Hinter dem großen FC Bayern: Als die Alemannia Vizemeister wurde, Grenzecho, 10 aprilie 2024